# Окада Такесі
Окада Такесі (яп. 岡田 武史, нар. 25 серпня 1956, Осака) — японський футболіст, що грав на позиції захисника за «Фурукава Електрік» та національну збірну Японії.
По завершенні ігрової кар'єри — тренер, відомий насамперед роботою з японською збірною.

## Клубна кар'єра
У дорослому футболі дебютував 1980 року виступами за команду «Фурукава Електрік», кольори якої і захищав протягом усієї своєї кар'єри гравця, що тривала одинадцять років. 

## Виступи за збірну
1980 року дебютував в офіційних матчах у складі національної збірної Японії. Відтоді провів у формі головної команди країни 24 матчі.

### Статистика виступів
| Збірна Японії | Збірна Японії | Збірна Японії |
| Роки          | Ігри          | голи          |
| ------------- | ------------- | ------------- |
| 1980          | 3             | 0             |
| 1981          | 5             | 0             |
| 1982          | 2             | 1             |
| 1983          | 7             | 0             |
| 1984          | 4             | 0             |
| 1985          | 3             | 0             |
| Усього        | 24            | 1             |

## Кар'єра тренера
Розпочав тренерську кар'єру відразу ж по завершенні кар'єри гравця, 1990 року, увійшовши до тренерського штабу клубу «Фурукава Електрік» як помічник головного тренера.
1995 року перейшов на аналогічну посаду в очолюваному Камо Сю тренерському штабі національної збірної Японії. 1997 року вже сам був призначений головним тренером національної команди, готував її до участі у світовій першості 1998 року. Після мундіалю, на якому японці програли усі три гри групового етапу, залишив збірну.
Протягом 1999–2006 років працював на клубному рівні, очолював тренерські штаби команд «Консадолє Саппоро» і «Йокогама Ф. Марінос».
2007 року повернувся на тренерський місток збірної Японії. Цього разу пропрацював із командою до 2010 року, вивівши її на ЧС-2010, на якому японці подолали груповий етап, однак припинили боротьбу вже у першому раунді плей-оф.
Останнім місцем роботи тренера був китайський клуб «Ханчжоу Грінтаун», команду якого Окада Такесі очолював з 2012 по 2013 рік.

## Титули і досягнення

### Гравець
- Чемпіон Японії (1):

«Фурукава Електрік»: 1985-86
- Переможець Азійського кубка чемпіонів (1):

«Фурукава Електрік»: 1986

### Тренер
- Чемпіон Японії (2):

«Йокогама Ф. Марінос»: 2003, 2004